# Sindicalism

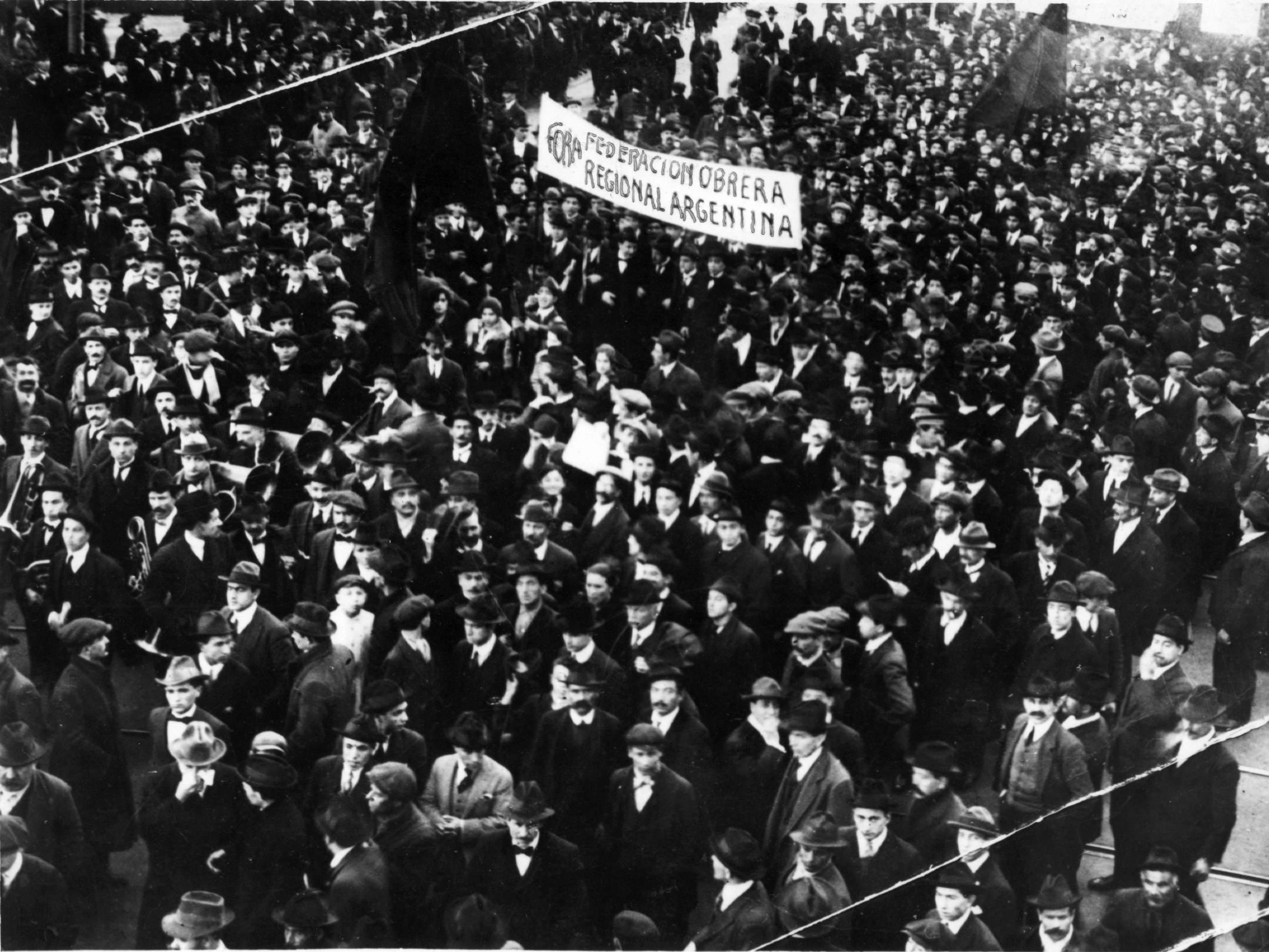
Demonstrație a sindicatului sindicalist argentinian FORA în 1915

Sindicalismul este o mișcare a muncitorilor care, prin unionism industrial, urmărește să sindicalizeze lucrătorii în funcție de industrie și să le promoveze revendicările prin greve și alte forme de acțiune directă, cu scopul final de a obține controlul asupra mijloacelor de producție și a economiei prin proprietate socială.
Sindicatele au apărut pentru prima dată în Spania și America de Nord în anii 1870, înainte de a deveni importante în Franța și ulterior de a apărea pe alte continente. Mișcările sindicaliste au fost cele mai predominante în cadrul mișcării socialiste în perioada interbelică, înainte de izbucnirea celui de-Al Doilea Război Mondial.
Cuvântul sindicalism are origini franceze. Un sindicat este un grup auto-organizat care lucrează pentru un interes comun.

## Anarho-sindicalism

Pisica neagră folosită de Wobblies ca simbol al sabotajului

Anarho-sindicalismul este un model organizațional anarhist care plasează sindicatele în centrul luptei de clasă. Inspirat de teoria socialismului libertar și de practica sindicalismului, anarho-sindicalismul consideră sindicatele atât un mijloc de obținere a unor îmbunătățiri imediate ale condițiilor de muncă, cât și o platformă pentru construirea unei revoluții sociale, prin intermediul unei greve generale, având ca scop final abolirea statului și a capitalismului.
Anarho-sindicaliștii văd sindicatele ca o prefigurare a unei societăți post-capitaliste și urmăresc să le folosească pentru a institui controlul muncitorilor asupra producției și distribuției. Fiind o ideologie antipolitică, anarho-sindicalismul respinge partidele politice și participarea la politica parlamentară.
Pentru a-și atinge obiectivele materiale și economice, anarho-sindicaliștii promovează acțiunea directă, sub forme precum grevele, boicoturile și sabotajul. De asemenea, ei urmăresc construirea solidarității între muncitori, în vederea unificării clasei muncitoare împotriva exploatării și a dezvoltării autogestiunii muncitorești.